# Wrząca Wielka-Kolonia
Wrząca Wielka-Kolonia – wieś w Polsce położona w województwie wielkopolskim, w powiecie kolskim, w gminie Koło.